# Tāsandeh
Tāsandeh är en ort i Iran.   Den ligger i provinsen Gilan, i den norra delen av landet, 220 km nordväst om huvudstaden Teheran. Antalet invånare är 139.
Terrängen runt Tāsandeh är mycket platt. Runt Tāsandeh är det tätbefolkat, med 790 invånare per kvadratkilometer. Närmaste större samhälle är Lāhījān, 16,7 km söder om Tāsandeh. Trakten runt Tāsandeh består till största delen av jordbruksmark.